# Arterite settica
Per  arterite settica in campo medico, si intende l'infiammazione di arterie riguardanti il cervello, in special modo la zona sopra la corteccia cerebrale, in seguito ad un'espansione di endocardite infettiva.

## Sintomatologia
Presenza di deficit focali (dovuti ad embolia), cefalea,deterioramento a livello neurologico.

## Eziologia
L'aneurisma micotico interessa una piccola percentuale dei casi di endocardite, nella quasi metà dei casi in cui si ritrova tale aneurisma nasce un interessamento dei vasi del cervello.

## Cause di morte
L'emorragia intracranica che può nascere è spesso è fatale.

## Esami
Per una corretta diagnosi occorre l'uso dell'angiografia cerebrale, utile per comprendere la situazione della persona e la gravità dell'arterite.